# Gerhard Brand
Gerhard Brand ist ein ehemaliger deutscher Basketballspieler. Er spielte für Bamberg in der Bundesliga und war bundesdeutscher Nationalspieler.

## Laufbahn
1969 wechselte Brand zum 1. FC Bamberg, 1970 stieg er mit der Mannschaft in die Basketball-Bundesliga auf und war in der Erstliga-Premierensaison 1970/71 mit 301 erzielten Punkten zweitbester Korbschütze der Bamberger Mannschaft.
Auch in den folgenden Jahren gehörte der Innenspieler zu den Leistungsträgern Bambergs und spielte bis 1979 für die Mannschaft in Deutschlands höchster Liga.

### Nationalmannschaft
Zwischen 1971 und 1973 bestritt er zwölf A-Länderspiele für die Bundesrepublik Deutschland und war Mitglied der deutschen Mannschaft bei der Heim-EM im September 1971.